# Повний привід

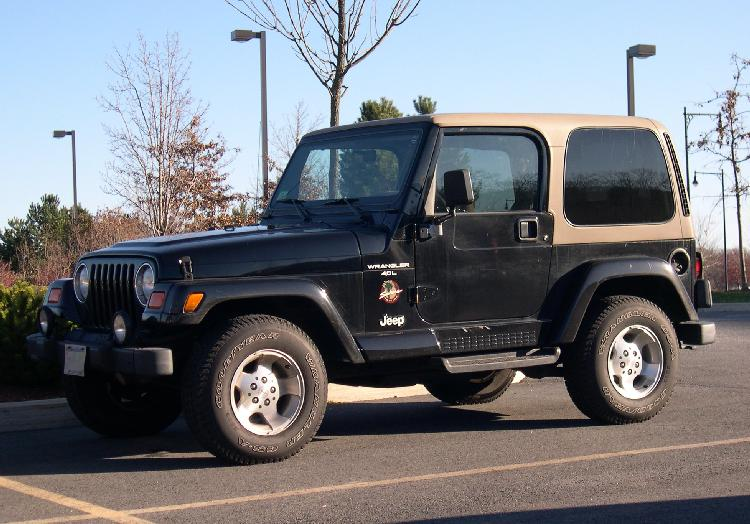
Jeep Wrangler (на фото — TJ Wrangler) — повноприводний автомобіль із роздавальною коробкою для вибору приводу на чотири колеса з низьким або високим діапазоном.

Повний привод — колісна формула, що забезпечує крутний момент на усі колеса одночасно.
Найтиповішою, але не єдиною, колісною формулою для повного приводу є формула 4×4 («чотири на чотири») або 4WD(П4К), належить до двовісної трансмісії автомобіля, здатної забезпечувати крутний момент на всі колеса одночасно. Він може бути штатним або на вимогу, і зазвичай з'єднується через роздавальну коробку, що забезпечує додатковий вихідний карданний вал і, у багатьох випадках, додаткові діапазони передач.
Подібним чином транспортний засіб 6×4 має три осі, дві з яких забезпечують крутний момент на двох кінцях осі кожна. Якби цей транспортний засіб був вантажівкою зі здвоєними задніми колесами на двох задніх осях, тобто фактично з десятьма колесами, його конфігурація все одно була б сформульована як 6x4. Під час Другої світової війни американські військові зазвичай використовували пробіли та велику літеру «X» у вигляді «4 X 2» або «6 X 4».
Повнопривідний транспортний засіб з крутним моментом, що подається на обидві осі, описується як «повний привід» (AWD). Однак «повний привід» зазвичай стосується набору конкретних компонентів і функцій, а також призначеного позашляхового застосування, яке загалом відповідає сучасному використанню термінології.

## Визначення
Системи повного приводу були розроблені на багатьох різних ринках і використовувалися в багатьох платформах транспортних засобів. Не існує загальноприйнятого набору термінології, яка б описувала різні архітектури та функції. Терміни, що використовуються різними виробниками, часто відображають маркетингові, а не інженерні міркування або значні технічні відмінності між системами. Міжнародний стандарт SAE J1952 рекомендує лише термін «повний привід» із додатковими підкласифікаціями, які охоплюють усі типи систем AWD/4WD/4x4 на серійних автомобілях.

### 4×4
«Чотири на чотири» або «4×4» часто використовується для позначення класу транспортних засобів у цілому. Синтаксично перша цифра вказує на загальну кількість кінців осі, а друга вказує на кількість тягових кінців осі. Відповідно, 4×2 означає чотириколісний транспортний засіб, який передає крутний момент двигуна лише на два кінці осі: передні два з переднім приводом або два задні з заднім приводом.

### 4WD
Повнопривідний (4WD — «4-wheel drive») належить до транспортних засобів з двома осями, що забезпечують крутний момент на чотирьох осях. На північноамериканському ринку цей термін, як правило, стосується системи, оптимізованої для бездоріжжя. Термін «4WD» зазвичай позначається на автомобілях, обладнаних роздавальною коробкою, яка перемикається між режимами роботи 2WD і 4WD вручну або автоматично.

### AWD
Повний привід (AWD — «all-wheel drive») історично був синонімом «чотирьох колісного приводу» на чотириколісних транспортних засобах і шестиколісного приводу на 6×6, і так далі, і використовувався таким чином принаймні ще в 1920-х роках. Сьогодні в Північній Америці цей термін застосовується як до важких, так і до легких пасажирських транспортних засобів. Коли йдеться про важкі транспортні засоби, цей термін все частіше застосовується для позначення «постійного багатоколісного приводу» на системах трансмісії 2×2, 4×4, 6×6 або 8×8, які включають диференціал між передньою та задньою частинами. Це часто поєднується з певною технологією проти ковзання, дедалі більше на основі гідравліки, яка дозволяє диференціалам обертатися з різними швидкостями, але все ще здатним передавати крутний момент від колеса з поганим зчепленням до колеса з кращим. Типові системи повного приводу добре працюють на будь-якій поверхні, але не призначені для екстремальнішого використання бездоріжжям. Коли використовується для опису систем повного приводу в легких пасажирських транспортних засобах, це стосується системи, яка застосовує крутний момент до всіх чотирьох коліс (постійно або за потребою) або спрямована на покращення зчеплення з дорогою та продуктивності (особливо в складних умовах), а не для бездоріжжя.

## Дизайн

### Диференціали

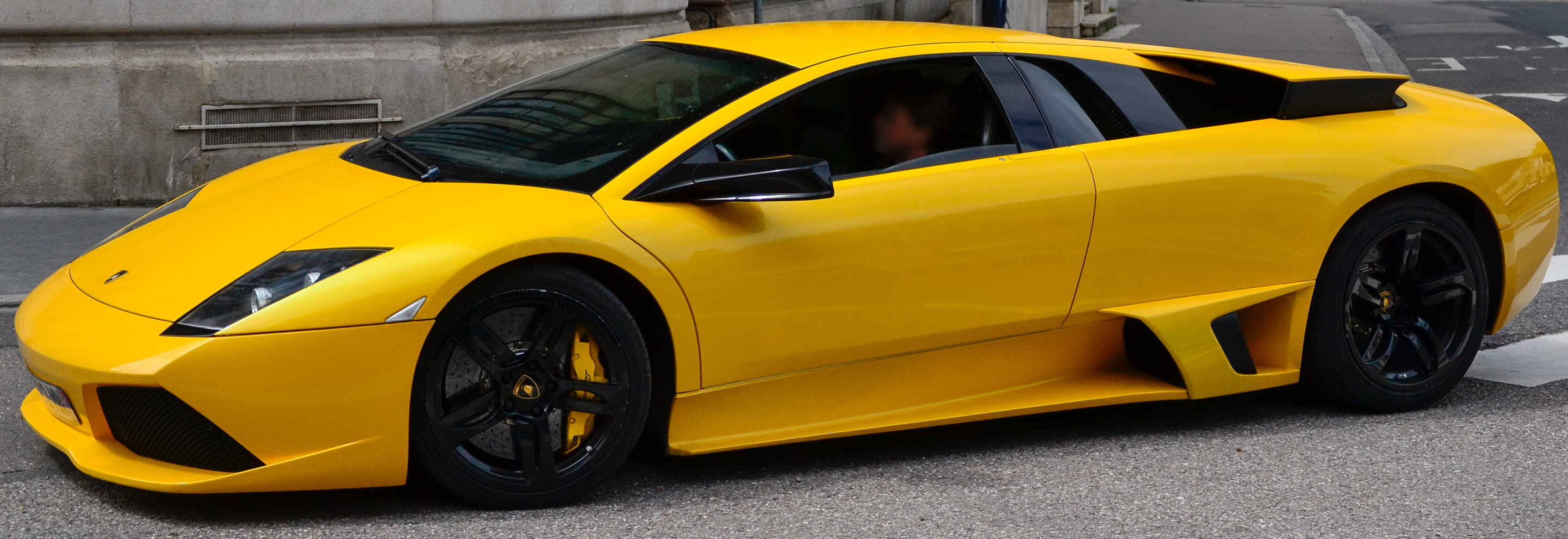
Lamborghini Murciélago — авто яке оснащено повним приводом, який приводить в дію передню частину через вузол віскомуфти, якщо задня частина проковзує

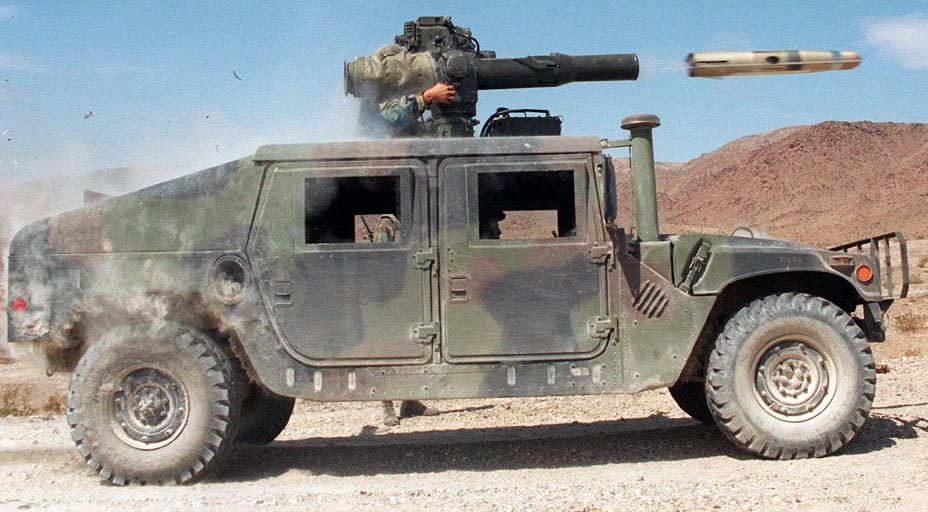
HMMWV — це 4WD/AWD, який рівномірно (безперервно) приводить в дію всі колеса через центральний диференціал, що блокується вручну, з диференціалами Torsen для передніх і задніх

Два колеса, закріплені на одній осі (але на протилежних кінцях осі), мають обертатися з різною швидкістю, коли транспортний засіб об’їжджає поворот. Причина полягає в тому, що колесо, розташоване на внутрішній стороні кривої, має подолати меншу відстань, ніж протилежне колесо за той самий проміжок часу. Однак, якщо обидва колеса з’єднані з приводним валом однієї осі, вони завжди повинні обертатися з однаковою швидкістю одне щодо одного. Під час об’їзду повороту це або змушує одне з коліс буксувати, якщо це можливо, щоб збалансувати видиму пройдену відстань, або створює незручне та механічно напружене підстрибування колеса. Щоб запобігти цьому, колеса можуть обертатися з різними швидкостями за допомогою механічного або гідравлічного диференціала . Це дозволяє одному карданному валу незалежно приводити в рух два вихідні вали, осі, які йдуть від диференціала до колеса, з різними швидкостями.
Подібним чином транспортний засіб 6×4 має три осі, дві з яких забезпечують крутний момент на двох кінцях осі кожна. Якби цей транспортний засіб був вантажівкою зі здвоєними задніми колесами на двох задніх осях, тобто фактично з десятьма колесами, його конфігурація все одно була б сформульована як 6x4. Під час Другої світової війни американські військові зазвичай використовували пробіли та велику літеру «X» у вигляді «4 X 2» або «6 X 4».

Щоб запобігти прослизанню, деякі автомобілі мають елементи керування для незалежного блокування центрального, переднього та заднього диференціалів